# بیدحه (روستا)
 بیدحه  به عربی ( بیدحة  )، روستایی است در دهستان المُقَبَنَة از توابع استان حضرموت در کشور یمن در شبه جزیره عربستان.

## جمعیت
جمعیت آن (۸۲) نفر (۸ خانوار) می‌باشد.